# Compañía de los doscientos ballesteros del Sr. Santiago

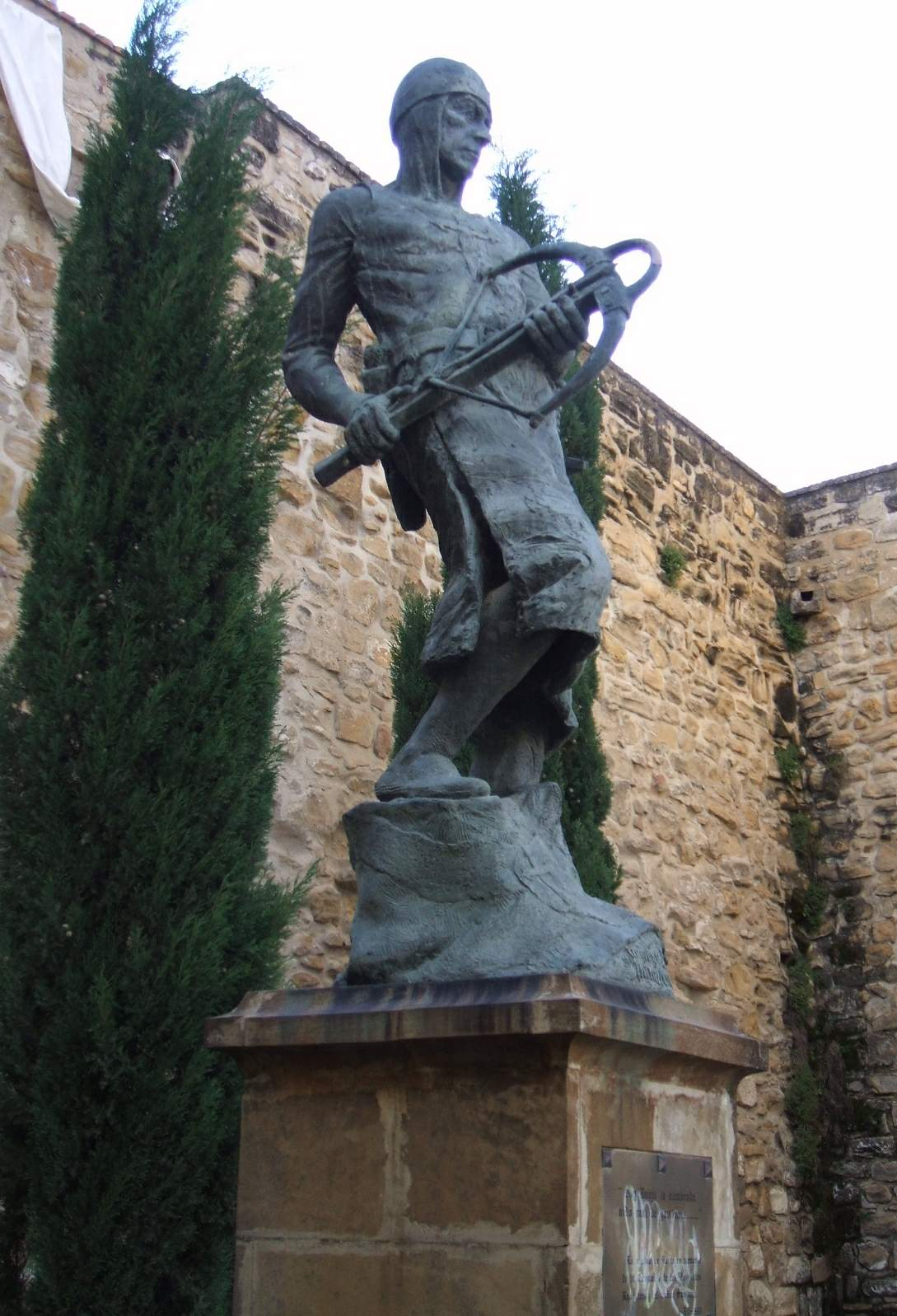
Monumento a la Compañía de los doscientos ballesteros del señor Santiago, Antonio Pérez Almahano, Baeza 1998

La Compañía de los doscientos ballesteros del Señor Santiago fue fundada en Baeza por Fernando III de Castilla y León en 1234 para defender la frontera castellana de los ataques de las tropas musulmanas. Únicamente el rey, a quien los ballesteros debían fidelidad absoluta, podía convocarlos. A cambio de sus servicios los miembros de la compañía quedaban eximidos de todas las cargas concejiles y del pago de impuestos, quedando además fuera del ámbito de la justicia ordinaria, ya que solamente podían ser juzgados por la Corona. 

## Pendón y lema
Tenían por insignia propia un pendón blanco cruzado por el aspa de San Andrés de gules que cargaba en su centro con un escusón ovalado con la cruz de Santiago. Su lema era: Nemini cedo neque inimicorum parco («ni cedo ante nadie ni perdono enemigos»). 
Estas particulares devociones provienen de sendas leyendas que fijan: primero, en el día de Santiago (25 de julio de 1148) la visión milagrosa que animó a Alfonso VII, el emperador, a realizar la primera toma castellana de Baeza (leyenda que, a su vez, originó el Pendón de Baeza); y, segundo, en el día de S. Andrés (30 de noviembre de 1227), convertido por ello en santo patrón de la localidad, la visión milagrosa (representada en el escudo de la ciudad) que animó a regresar definitivamente a las tropas castellanas al interior del alcázar de la ciudad, siendo así que pasó definitivamente a ser controlada por Fernando III.  

## Historia
Durante la Edad Media, las participaciones más destacadas en hechos de armas de la compañía se acumulan en torno a la Guerra de Granada (conquistas de Huelma, 1438, Bélmez de la Moraleda, 1448, y Alicún de Ortega, 1486). Desaparecido el Reino Nazarí (1492), la compañía llevó su campo de actuación a la defensa costera de Andalucía, del reino de Granada y del reino de Murcia, al tiempo que quedaba prohibida su participación en hechos de armas extrapeninsulares.
Ya en la Edad Moderna, los aspirantes a ingresar en la compañía (donde prestaban un servicio militar de 20 años) debían acreditar su status de cristianos viejos. El ingreso más fácil se producía como primogénito de un ballestero, y para formalizar el mismo era necesario realizar un ceremonial según el cual el aspirante, armado como ballestero y arrodillado ante la cruz de la Plaza de la Leña o del Mercado, prestaba juramento al rey y al apóstol Santiago. A partir de 1566 la compañía experimentó la modernización de su armamento (las ballestas fueron sustituidas por arcabuces de mecha) y de su estructura (que pasa a reorganizarse en ocho escuadras, compuestas por veinticinco soldados cada una, al mando de un cabo). La compañía financiaba a su costa las campañas militares en las que participaba, de ahí que muchos de sus cofrades llegaron a arruinarse, y que la mayoría de ellos se vieran en la necesidad de trabajar en oficios manuales para poder hacer frente a los costes que les suponía el servicio a la Corona. 
Durante los siglos XVI y XVII (y hasta la primera mitad del s. XVIII) continuó expandiéndose la hoja de servicios a la Corona Hispánica de esta compañía, considerada aún parte de la élite militar:
- Guerra de las Comunidades: los ballesteros se mantuvieron fieles al emperador Carlos; de modo que en 1521 asistieron a la Liga de la Rambla, y a raíz de ello participaron en la decisiva Batalla de Villalar. Por esta razón, y también para borrar el pasado comunero de la ciudad, se construyó en Baeza el arco de triunfo ojival de Villalar, junto a la Puerta de la Azacaya.
- Rebelión de las Alpujarras: la compañía participó en las batallas de Puente de Tablete y Galera (1569).
- Combates contra los ingleses en Jerez de la Frontera y Cádiz (1596).
- Guerra Anglo-Española de 1625 en Gibraltar.
- Guerra de Sucesión: durante la cual se transformó temporalmente (hasta 1707) en regimiento, incrementando sus efectivos hasta los 500 soldados.
- El último servicio a la Corona del que se tiene noticia ocurrió en 1728, durante las fases finales del sitio de Gibraltar.

Ya bajo el reinado de Felipe V la compañía se reformó: 
- estableciéndose el rango de edad para sus cofrades entre los 18 y los 60 años,
- ordenándose el cese de los enfermos que no pudieran portar armas,
- prohibiéndose el nombramiento de sustitutos para la guerra sin causa justificada, y
- estableciéndose nuevas condiciones de acceso: edad comprendida entre los 18 y 40 años, no haber sido castigado por la Justicia ni por la Inquisición, y no haber desempeñado oficios viles como verdugo, pregonero o carnicero; haber pagado una cuota de ingreso de 400 reales de vellón (incrementada de los 200 originales).

Finalmente, durante el reinado de Fernando VI, el 12 de diciembre de 1757 el ministro de la Guerra, Sebastián de Eslava, informó a la ciudad de Baeza de la real decisión de extinguir el servicio a la Corona, como tal, de esta compañía al incorporarla como coronela del Regimiento de Milicias de Jaén.

## Enlaces Externos
- Compañías de ballesteros en los reinos peninsulares
- Blog "Baeza, fotografía e historia"